# Euxoa acuminifera
Euxoa acuminifera là một loài bướm đêm thuộc họ Noctuidae. Nó được tìm thấy ở miền nam Nga, Turkestan và Trung Á.